# Орден Корабля

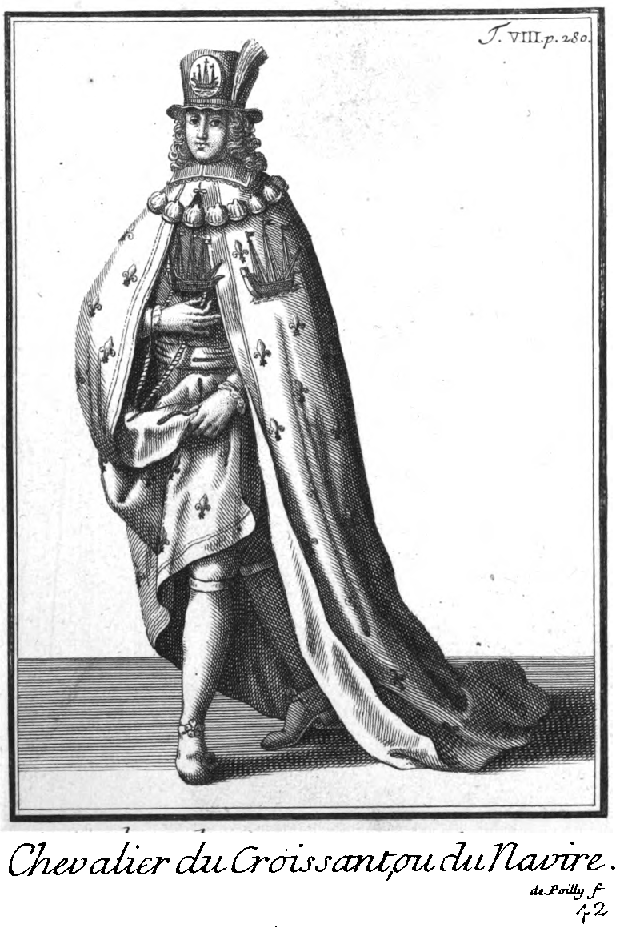
Церемоніальний одяг лицаря Ордену

Орден Корабля (фр. Ordre de la Nef) — світський лицарський орден у Неаполітанському королівстві, присвячений Святій Трійці та заснований королем Карлом III Анжуйським 1 грудня 1381 року.

## Історія
25 листопада Карл III був коронований як король Неаполя в Кастель Нуово в Неаполі. Під час урочистостей, що послідували за цим, він прийняв сім чи вісім лицарів до новоствореного ним королівського ордену.
Збереглись дві копії статуту Ордену, обидві складені середньофранцузькою мовою. Оригінальна головна копія статуту, Livre de estatus et chapistrez, яка також була французькою мовою і мала зберігатися в капелі ордену, втрачена.
Самі статути створені за прикладом Ордену Святого Юрія, членом якого був Карло, та Ордену Святого Духа. Статут також був багато ілюстрований у наслідування статуту ордену Святого Духа. Відомо про десятьох лицарів, які були членами Ордену.
Карло III вів виснажливу війну за угорський престол з 1382 року. Його вбили в Угорщині 24 лютого 1386 року. Його спадкоємцем став єдиний син Владислав, за регентства його вдови Маргарити.
Згідно зі статутом Орден мав червоно-зелені кольори.